# Daniela Gârbacea
Daniela-Maria Gârbacea, nach anderen Schreibweisen Daniela Gîrbacea (* 14. Januar 1974) ist eine ehemalige rumänische Biathletin.

## Karriere
Daniela Gârbacea wechselte wie mehrere andere rumänische Skilangläuferinnen zu Beginn der 1990er Jahre zum Biathlonsport und gehörte 1992 zu den Biathletinnen, die an den erstmals durchgeführten olympischen Biathlonwettbewerben für Frauen teilnahmen. In ihrem einzigen olympischen Rennen, dem Einzel, wurde die mit 18 Jahren und 36 Tagen jüngste Starterin des rumänischen Biathlonteams, disqualifiziert. Für das Staffelrennen, an dem nur drei Läuferinnen teilnehmen konnten, setzte sie sich nicht gegen Ileana Hangan-Ianoșiu, Adina Țuțulan-Șotropa und Mihaela Cârstoi durch. Nächstes internationales Großereignis wurden die Weltmeisterschaften 1993 in Borowetz. Im Sprint wurde Gârbacea 54. und mit Mihaela Cârstoi, Monica Jauca und Adina Țuțulan-Șotropa im Mannschaftsrennen Elfte. Auch in den nächsten Saisonen nahm sie immer wieder an internationalen Rennen, etwa des Weltcups teil, wo sie jedoch nie die Punkteränge erreichte. Für die Olympischen Winterspiele 1994 in Lillehammer qualifizierte sich Gârbacea nicht. Es dauerte bis zu den Weltmeisterschaften 1996 in Ruhpolding, dass die Rumänin erneut bei einer internationalen Meisterschaft antrat und 48. im Einzel sowie 62. des Sprints wurde. 1997 beendete sie ihre Karriere.

## Biathlon-Weltcup-Platzierungen
Die Tabelle zeigt alle Platzierungen (je nach Austragungsjahr einschließlich Olympische Spiele und Weltmeisterschaften).
- 1.–3. Platz: Anzahl der Podiumsplatzierungen
- Top 10: Anzahl der Platzierungen unter den ersten zehn (einschließlich Podium)
- Punkteränge: Anzahl der Platzierungen innerhalb der Punkteränge (einschließlich Podium und Top 10)
- Starts: Anzahl gelaufener Rennen in der jeweiligen Disziplin
- Staffel: inklusive Mixed-Staffel

| Platzierung                                                                                          | Einzel | Sprint | Verfolgung | Massenstart | Team | Staffel | Gesamt |
| --- | ------ | ------ | ---------- | ----------- | ---- | ------- | ------ |
| 1. Platz                                                                                             |        |        |            |             |      |         |        |
| 2. Platz                                                                                             |        |        |            |             |      |         |        |
| 3. Platz                                                                                             |        |        |            |             |      |         |        |
| Top 10                                                                                               |        |        |            |             |      |         |        |
| Punkteränge                                                                                          |        |        |            |             | 1    |         | 1      |
| Starts                                                                                               | 15     | 14     |            |             | 1    |         | 30     |
| Stand: Karriereende, einschließlich Olympischer Spiele und Weltmeisterschaften, Daten nicht komplett |        |        |            |             |      |         |        |